# Philippe-François d'Albignac de Castelnau
Philippe-François d'Albignac de Castelnau, es un obispo francés nacido el 1 de agosto de 1742 en château de Triadou, en  Peyreleau en Aveyron y murió el 3 de enero de 1814 en Londres.

## Familia
Es hijo de Antoine François Alexandre d'Albignac de Castelnau y Anne Élisabeth Constance de Montboissier-Beaufort-Canillac. Su hermana mayor, Anne Geneviève François d'Albignac de Castelnau, se casó con Joseph Durey de Morsan (1717-1795) en 1746; su hija Anne Françoise Elizabeth Armide Durey de Morsan se convirtió en condesa de Rochechouart por su matrimonio en 1775 con Louis Pierre Jules César de Rochechouart, caballero, señor de Montigny, le Monceau y otros lugares, capitán en el regimiento de Caballería del Rey.
El 9 de septiembre de 1771, Philippe François d'Albignac de Castelnau celebra en Pont-du-Château el matrimonio de su hermana menor Constance Agathe d'Albignac de Castelnau con Pierre-Antoine de Thilorier entonces mosquetero de la segunda compañía de la guardia ordinaria del rey: Thilorier es cuñado de Françoise de Sentuary pronto se volvió a casar con Jean Jacques Duval d'Epremesnil.

## Carrera
Philippe François d'Albignac de Castelnau fue vicario general de la diócesis de Bayeux (1771), capellán del rey (desde 1772-), abad commendataire  de la abadía de Bois-Aubry (1769-1776), luego d'Hérivaux (1776-1784) y Chambre- Fontaine (1780-1790) antes de ser nombrado obispo de Angulema y consagrado el 18 de julio de 1784.
En 1789, fue elegido por el senechaussee de Angoumois diputado del clero de la senescalsia de Angoulême a los Estados Generales. Oponiéndose al voto por cabeza y la constitución civil del clero, se negó a prestar juramento y fue reemplazado por Pierre-Mathieu Joubert elegido obispo constitucional del departamento de Charente. Emigró de 1791 a Inglaterra. Cuando se firmó el Concordato de 1801, se negó a dimitir y murió en Londres el 3 de enero de 1814.